# Lamproscatella muria
Lamproscatella muria är en tvåvingeart som beskrevs av Wayne N. Mathis 1979. Lamproscatella muria ingår i släktet Lamproscatella och familjen vattenflugor. Inga underarter finns listade i Catalogue of Life.